# Samuel Ogbemudia
Samuel Osaigbovo Ogbemudia (* 17. September 1932 in Benin City; † 9. März 2017) war ein nigerianischer Offizier und Politiker.
Ogbemudia war von 1967 bis 1975 erster Militäradministrator des Bundesstaats Mid-Western, später Bendel, heute Edo. Im August 1983 wurde er für die National Party of Nigeria erneut zum Gouverneur des Bundesstaates gewählt, blieb aber nur bis zur Machtübernahme des Militärs am 31. Dezember desselben Jahres im Amt.